# 莊則敬
莊則敬（？—？），字躋如，號抑菴，河南歸德府永城县人，明末清初政治人物。

## 生平
崇祯九年（1612年）丙子科河南鄉試第四十八名舉人，崇禎十年（1637年），登丁丑科會試第二百七十一名，廷試三甲一百三十二名进士。都察院观政，十四年授行人司行人，弘光元年（1645年）考选工科給事中。
南明亡降清，授江南按察使司佥事、徽宁道。

## 家族
曾祖庄润，三世儒医官；祖庄象乾，四世儒医官；父庄临民，五世儒医官。